# Pilgrim’s Rest (Südafrika)
Pilgrim’s Rest (afrikaans: Pelgrimsrus) ist eine Stadt in der südafrikanischen Provinz Mpumalanga. Sie liegt in der Gemeinde Thaba Chweu im Distrikt Ehlanzeni.

## Geographie
Pilgrim’s Rest hat 1721 Einwohner (Volkszählung 2011). Die Stadt liegt in den nördlichen Ausläufern der Drakensberge am Blyde River.

## Geschichte
Pilgrim’s Rest wurde 1873 im damaligen Transvaal gegründet, nachdem man in der Pilgrim’s Creek alluviales Gold entdeckt hatte. In den 1880er Jahren waren die alluvialen Goldvorräte erschöpft, so dass ein Bergwerk errichtet wurde, das 1895 von den neugegründeten Transvaal Gold Mining Estates (TGME) übernommen wurde. Außerdem entstanden mehrere Wasserkraftwerke, sodass eine elektrische Straßenbahn und die Mahlwerke der Hütten angetrieben werden konnten. Während des Zweiten Burenkrieges bestand in Pilgrim’s Rest eine Münzprägeanstalt, in der unter anderem der Veldpond geprägt wurde. 1911 entstand östlich von Pilgrim’s Rest ein 2-MW-Kraftwerk, das anfangs das größte Wasserkraftwerk der Südhalbkugel war. Es blieb bis 1992 in Betrieb und versorgte die Stadt als zweite in Südafrika nach Kimberley mit Straßenbeleuchtung. 1971 wurde das Bergwerk geschlossen und 1999 wiedereröffnet.

## Wirtschaft und Verkehr
Eine wichtige Rolle spielt der Tourismus. Die Stadt ist seit 1986 als Nationaldenkmal ausgewiesen und steht seit 2004 auf der Kandidatenliste für das UNESCO-Welterbe. Als Sehenswürdigkeit gilt der Friedhof aus der Gründerzeit der Stadt, auf dem zahlreiche Goldgräber beerdigt wurden, meist sogenannte Uitlanders. 
Pilgrim’s Rest liegt an der Fernstraße R533, die den Ort mit Graskop im Osten und der R36 bei Ohrigstad im Westen verbindet und zur Panorama Route gehört. Der Pilgrim’s Rest Airport hat den ICAO-Code FAPO und liegt nördlich des Ortes am Blyde River.